# اکتوپان
اکتوپان (به اسپانیایی: Acteopan) در مکزیک است که در پوئبلا واقع شده‌است.